# Chain (NCT 127)
Chain è il quarto EP (il primo in lingua giapponese) della boy band sudcoreana NCT 127, pubblicato nel 2018.

## Tracce
1. Dreaming – 3:17
2. Chain – 3:42
3. Limitless (Japanese version) – 4:07
4. Come Back – 3:25
5. 100 – 3:42